# Huta Żelechowska
Huta Żelechowska (prononciation : [ˈxuta ʐɛlɛˈxɔfska]) est un village polonais de la gmina de Żelechów dans le powiat de Garwolin de la voïvodie de Mazovie dans le centre-est de la Pologne.
Il se situe à environ 22 kilomètres au nord de Żelechów (siège de la gmina), 23 kilomètres au nord-est de Garwolin (siège du powiat) et à 69 kilomètres à l'est de Varsovie (capitale de la Pologne).
Le village possède une population de 333 habitants en 2006.

## Histoire
De 1975 à 1998, le village appartenait administrativement à la voïvodie de Siedlce.